# Izalco
Izalco ( em língua pipil: Itzalku) é um município de El Salvador, localizado no departamento de Sonsonate. Situa-se a 55 quilômetros de San Salvador. Possui uma área de 175,90 quilômetros quadrados e uma população de 70,959 de acordo com censo de 2007. A cidade de Izalco está localizado a 440 metros acima do nível do mar nas proximidades do vulcão Izalco.
Para a administração do município está dividida em 24 cantões, que são: Cangrejera, Ceiba del Charco, Chorro Abajo, Chorro Arriba, Cruz Grande, Cuntán, Cuyagualo, El Sunza, Joya de Cerén, La Chapina, La Quebrada Española, Las Higueras, Las Lajas, Las Marías, Las Tres Ceibas, Los Tunalmiles, Piedras Pachas, San Isidro, San Luis, Shonshón, Talcomunca, Tapalshucut, Tecuma y Teshcal.

## Transporte
O município de Izalco é servido pela seguinte rodovia:
- SON-34  que liga a cidade ao município de Nahulingo
- CA-08, que liga o município de Ahuachapán (Departamento de Ahuachapán) (e a Fronteira El Salvador-Guatemala, na cidade de Conguaco - rodovia CA-08 Guatemalteca) à cidade de Colón (Departamento de San Salvador)
- SON-13  que liga a cidade ao município de Sonzacate
- SON-04  que liga a cidade ao município de Caluco
- SON-01, SON-02,  SON-14 - que liga cantões do município
- SON-15  que liga a cidade ao município de Caluco
- RN-10, que liga o município à cidade de Coatepeque (Departamento de Santa Ana)
- SAN-02, que liga a cidade ao município de Santa Ana (Departamento de Santa Ana)
- SON-29  que liga a cidade ao município de Armenia
- RN-11, que liga o município à cidade de Sonsonate [1]